# ArcelorMittal Dunkerque

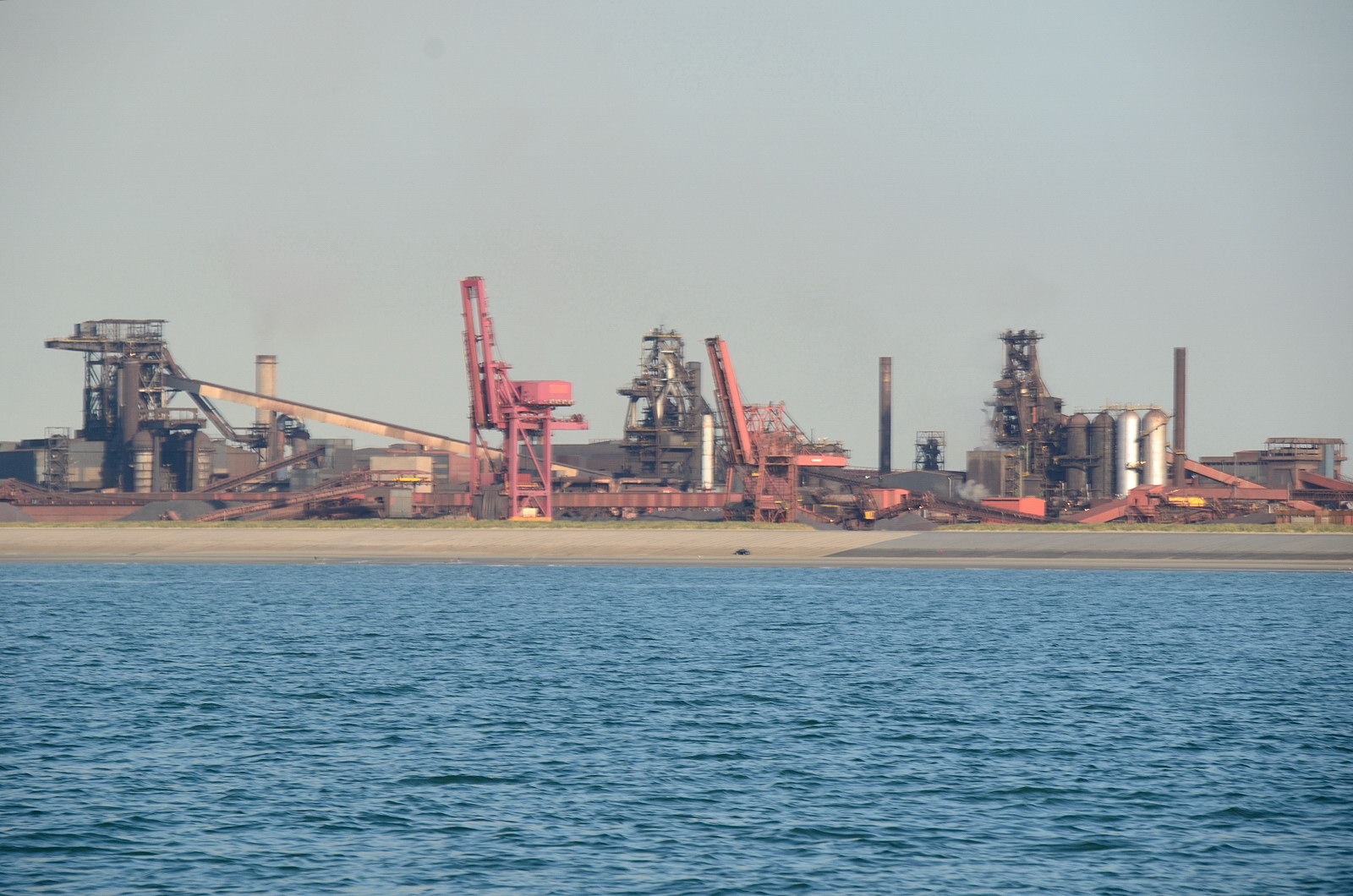
ArcelorMittal Dunkerque

ArcelorMittal Dunkerque is een grote ijzer- en staalfabriek in de nabij Duinkerke gelegen plaats Groot-Sinten (Grande-Synthe). Het is een geïntegreerd ijzer- en staalbedrijf met hoogovens, staalfabrieken en walserijen dat in totaal een oppervlakte beslaat van 7 km2.

## Geschiedenis
De fabriek is ontstaan als een samenwerkingsverband van Usinor, de Forges de la Marine en de Compagnie des forges de Châtillon-Commentry et Neuves-Maisons, de laatste ook bekend van de staalfabriek te Isbergues. De Forges de la Marine bezaten reeds een staalfabriek in de nabije omgeving, namelijk de Usine de Dunes te Leffrinkhoeke.
De werkzaamheden nabij Duinkerke waren omvangrijk en de centrale fabriek kwam gereed in 1963, er werkten toen 1350 mensen, een aantal dat toenam tot 11.600 in 1976. Het bedrijf omvatte een oxystaalfabriek en continuwalserijen. De eerste van de vier hoogovens kwam gereed in 1963 en later kwamen er nog drie hoogovens bij.
Het complex heeft een capaciteit van 7 miljoen ton staalplaten en 4,45 miljoen ton aan rollen gewalst staal.